# 2019 au Belize
Chronologie du Belize
- 2015
- 2016
- 2017
- 2018
- 2019
- 2020
- 2021
- 2022
- 2023

Cet article présente les faits marquants de l'année 2019 au Belize.

## Gouvernement
- Monarque : Élisabeth II
- Gouverneur général : Colville Young
- Premier ministre : Dean Barrow

## Statistiques
- x

## Évènements

### Janvier
- Caye International Bank, banque basée à San Pedro Town, est nommée « Meilleure banque privée » par le magazine Global Finance[1].

### Février
- x

### Mars
- la banque américaine Atlantic International Bank Limited lance une procédure de liquidation au Belize. Sa fermeture est la conséquence de la découverte d'une fraude de plusieurs millions de dollars par la Réserve fédérale des États-Unis en novembre 2018[2],[3].

### Avril
- 8 avril : Le gouvernement approuve un plan visant à augmenter la superficie de ses eaux strictement protégées. Ses zones, interdites à la pêche, permettent la reconstitution des ressources halieutiques. Cette expansion représente une augmentation de la surface totale des zones interdites de 4,5 % à 11,6 % du territoire marin national[4],[5].

### Mai
- 8 mai : Référendum bélizien de 2019 : la population se prononce sur le recours à une médiation de la Cour internationale de justice pour résoudre le différend frontalier opposant le Belize au Guatemala.

### Juin
- Saison cyclonique 2019 dans l'océan Atlantique nord

### Juillet
- 26 juillet : début des Jeux panaméricains de 2019.

### Août
- 28 août : le drapeau du Belize est normalisé avec la création d'un standard officiel[6].

### Septembre
- 6 septembre : Destinee Arnold gagne le titre de Miss Universe Belize[7].
- 21 septembre : Fête nationale.
- 26 septembre : le Comité ministériel du Commonwealth réaffirme son soutien à l’intégrité territoriale du Belize lors d’une réunion à New York[8].

### Octobre
- 25 octobre : projection de Tecuani and the Duende, premier court métrage animé écrit et produit au Belize, au Bliss Center for the Performing Arts[9].

### Novembre
- x

### Décembre
- 12 décembre : mort de Junior Buddy, jaguar ambassadeur de son espèce auprès des visiteurs du Zoo du Belize[10]. Il avait été le héros d'un livre pour enfants[11].

## Sport
- Tournoi d'ouverture du championnat du Belize de football 2019
- Tournoi de clôture du championnat du Belize de football 2019
- Officialisation du cricket féminin senior de compétition avec la création de quatre équipes dont une équipe nationale féminine[12].

## Décès
- 2 mars : Derek Aikman (en), homme politique, membre de la Chambre des Représentants
- 11 juin : Frank Lizama, maire de Belize City de 1984 à 1989[13]